# 이호원 (기상 캐스터)
이호원(1983년 6월 23일 ~ )은 대한민국의 기상 캐스터이다. 2008년 MBN 공채 기상캐스터로 입사했다. 탁월한 진행 능력과 방송 스킬로 기상캐스터로 입사 후 다수의 MBN 경제, 스포츠, 연예 프로그램 MC를 도맡았다. 2011년 방송 업무를 종료 후 뉴욕 파슨스 패션 스쿨 대학원에서 패션 마케팅을 전공했다. 이후 골프웨어 브랜드 씨드느와(CDENOIRS)를 런칭, 현재 디자인 총괄 디렉팅 겸 대표직을 맡고 있다.

## 경력
- 전 MBN 기상캐스터 2008년 ~
- 현 골프웨어 브랜드 씨드느와(CDENOIRS) 대표 2020년~

## 학력
한국 이화여자대학교 패션 디자인 학사

## 방송
- 2008년 MBN 정보쇼! 아이디어 플러스
- MBN 주말 뉴스메이커 말말말
- MBN 문화매거진 VIP